# Istvánovits Eszter
Istvánovits Eszter (Budapest, 1958. március 22. –) magyar régész, a Jósa András Múzeum munkatársa.

## Életpályája
1976–1981 között az Eötvös Loránd Tudományegyetem római és népvándorlás kori régészet szakán végzett. 1981-től a nyíregyházi Jósa András Múzeum régész-muzeológusa. 1987–ben védte meg kandidátusi munkáját. 1988-tól tudományos titkár lett. 2003-tól az M3-as autópálya Szabolcs-Szatmár-Bereg megyei szakaszának szakmai koordinátora.
Előadásokat tartott a Babeş–Bolyai Tudományegyetemen és a Nyíregyházi Főiskolán. Számos kiállítás szakmai kurátora. 1990-től a Jósa András Múzeum Évkönyvének szerkesztője. Szűkebb szakterülete a császárkori barbárok (szarmaták, germánok, dákok), hunkor, kora népvándorlás kor. A Magyar Régész Szövetség alapító tagja.
Fontosabb feltárásai: Tiszavasvári-Városföldje (kelta és szarmata temető, hunkori telep), Tiszadob-Sziget  (hunkori temető), Ibrány-Esbó halom (10–11. századi temető), Nyíregyháza-Manda-bokor (szkíta és Árpád-kori telep, avar temető), Beregsurány-Határállomás (császárkori telep), Csengersima-Határállomás (császárkori telep), Panyola-Vásármeződombja (rézkori telep és temető), Vállaj-Határállomás (neolit telep), M3-as Szabolcs-Szatmár-Bereg  megyei szakasz 24. és 161. lelőhely (bronzkori, császárkori telep, temető)

## Díjai, elismerései
- 2004 Westsik Vilmos díj

## Művei
- 1986 Régészeti ásatások és leletek Szabolcs-Szatmár megyében – 1981/83. In: Régészeti tanulmányok Kelet-Magyarországról. Folklór és etnográfia 24. Debrecen, 159–209. (tsz. Lőrinczy Gábor)
- 2003 A Rétköz honfoglalás és Árpád-kori emlékanyaga. Nyíregyháza.
- 2005 A Szegvár-oromdűlői császárkori telep. MFMÉ – Studia Arch. 11, 51–114. (tsz. Lőrinczy Gábor – Pintye Gábor)
- 2006 The barbarian warrior burial from Tiszalök-Rázompuszta in the 3rd century history of the Upper Tisza Region. AKorr 36 (2006) 91–110.
- 2009 Die römerzeitliche Siedlung von Csengersima–Petea. Satu Mare. (tsz. Robert Gindele)
- 2009 Nartok. Kaukázusi hősi mondák. A világ eposzai 3. Budapest. (tsz. Kulcsár Valéria – Istvánovits Márton)
- 2011 Satana and others: priestesses, witches and queens of the steppe-region. Matriarchy in the Sarmatian society? In: Dieter Quast (Hrsg.): Weibliche Eliten in der Frühgeschichte - archäologische und historische Beiträge zum ersten Jahrtausend in Nord- Mittel- und Südosteuropa. RGZM-Tagungen 10. Mainz, 201–218. (tsz. Kulcsár Valéria)
- Jakab Attila–Istvánovits Eszter: Csengersima. Történelmi és kulturális kalauz; Szabolcs-Szatmár-Bereg Megyei Önkormányzat Múzeumok Igazgatósága, Nyíregyháza, 2011
- Nagyhalász krónikája; szerk. Csonka Ottó, Istvánovits Eszter; Nagyhalász Város Képviselő-testülete, Nagyhalász, 2013